# Área de conservación regional Bosque Montano de Carpish
El Área de conservación regional Bosque Montano de Carpish es un área protegida en el Perú. Se encuentra en la región Huánuco.
Fue creado el 1 de enero de 2020, mediante Decreto Supremo N.º 014-2019-MINAM. Tiene una extensión de 50,559.21 hectáreas.